# Pavel Svojanovský
Pavel Svojanovský (12. srpna 1943, Baťov – 31. března 2024, Golčův Jeníkov) byl český veslař, reprezentant Československa, olympionik, který získal stříbrnou a bronzovou medaili z olympijských her.
Na LOH 1968 skončili s bratrem Oldřichem Svojanovským a dalšími veslaři v posádce osmiveslice na pátém místě. Následně se ale Pavel a Oldřich osamostatnili a s kormidelníkem Vladimírem Petříčkem se začali věnovat disciplíně dvojka bez kormidelníka. V roce 1969 v ní zvítězil na mistrovství Evropy a později získali dvě olympijské medaile: V Mnichově 1972 stříbro a o čtyři roky později v Montrealu 1976 bronz, tam již kormidelníka Petříčka vystřídal Luděk Vébr. Mezitím také obsadili třetí místo na mistrovství světa v roce 1974.
Po skončení kariéry pracoval v oboru prodeje automobilů a pojišťovnictví. Byl také aktivní v Českém klubu olympioniků.
Zesnul v 80 letech při předávání cen Běhu Jarmily Kratochvílové, když spadl z pódia. Případem se zabývá Policie ČR.